# Kizlyar Brandy Factory
La Kizlyar Brandy Factory — (in russo: Кизлярский коньячный завод, Kizlyarskiy kon'yachnyy zavod) è un'azienda russa produttrice di alcolici, situata nella città di Kizljar, Daghestan. È tra i cinque maggiori produttori russi di cognac e brandy e fornitore ufficiale del Cremlino di Mosca.

## Storia

### Impero russo
Dalla seconda metà del XVIII secolo, la viticoltura e la vinificazione furono i principali settori dell'economia di Kizlyar. La nuova legge (1884) "Sulla produzione di frutta e vino" spinse lo sviluppo della produzione industriale di cognac a Kizlyar. 

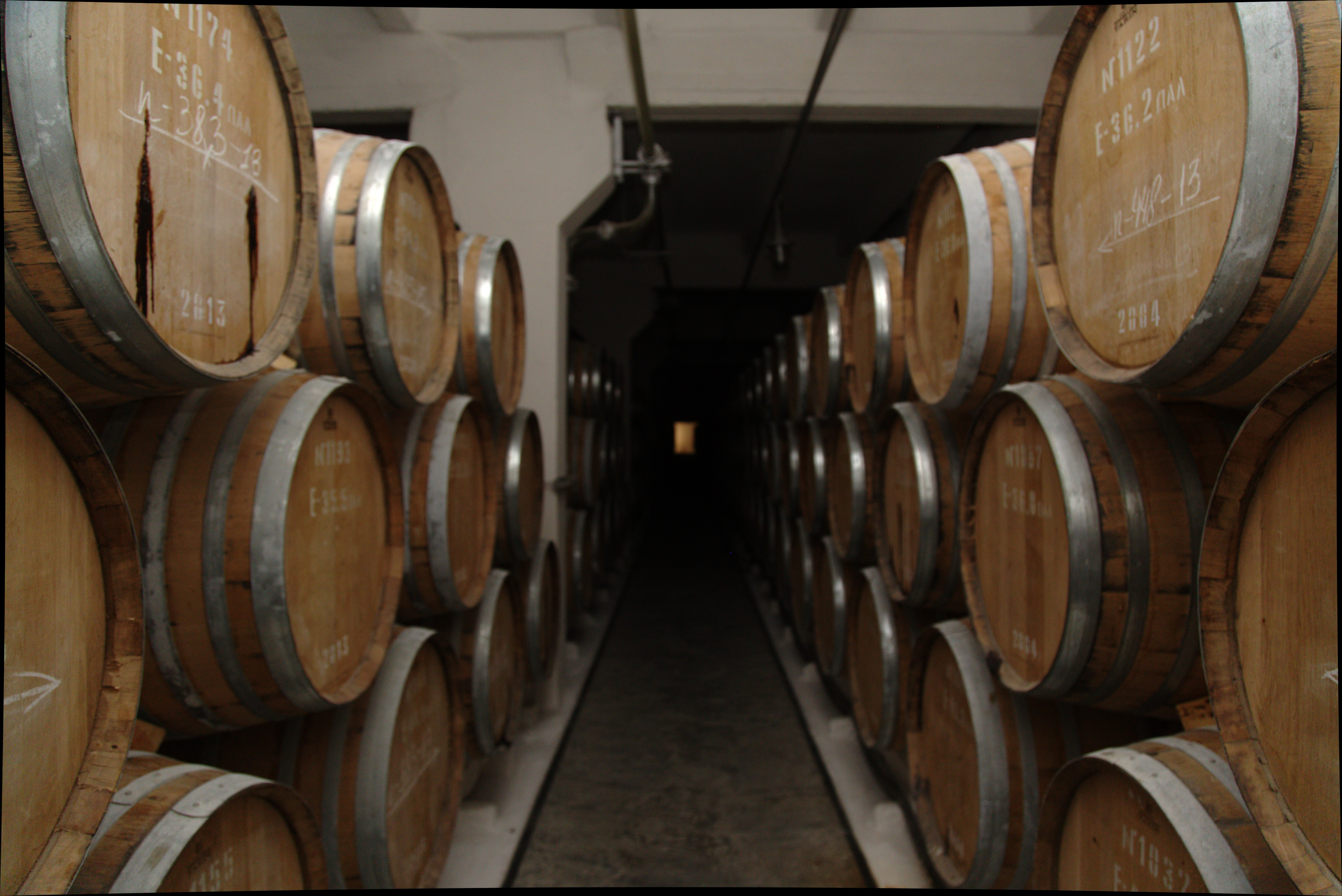
Cantina di invecchiamento con botti francesi (2018)

Nel 1880, un uomo d'affari georgiano, David Sarajishvili, acquistò le distillerie e creò una distilleria di cognac a Kizlyar. L'azienda Sarajishvili fu la prima nell'impero russo a produrre cognac facendolo invecchiare in barili di quercia di montagna caucasica. La data di fondazione dell'azienda è considerata il 1885, quando vennero inviati a Mosca 236 barili di brandy. Lo storico locale D.S. Vasilyev fa notare: "poiché il primo lotto di brandy fu esportato a Mosca nel 1885, e naturalmente la spedizione non fu fatta subito dopo la produzione, si può presumere che il brandy stesso fosse stato prodotto prima, cioè non oltre il 1880. Dato che non esiste ancora una data precisa, quest'anno può essere considerato l'inizio della produzione di cognac a Kizlyar e, quindi, in Russia".
Con l'inizio della prima guerra mondiale, fu introdotta una legge che vietava la produzione di superalcolici e il lavoro della fabbrica fu sospeso.

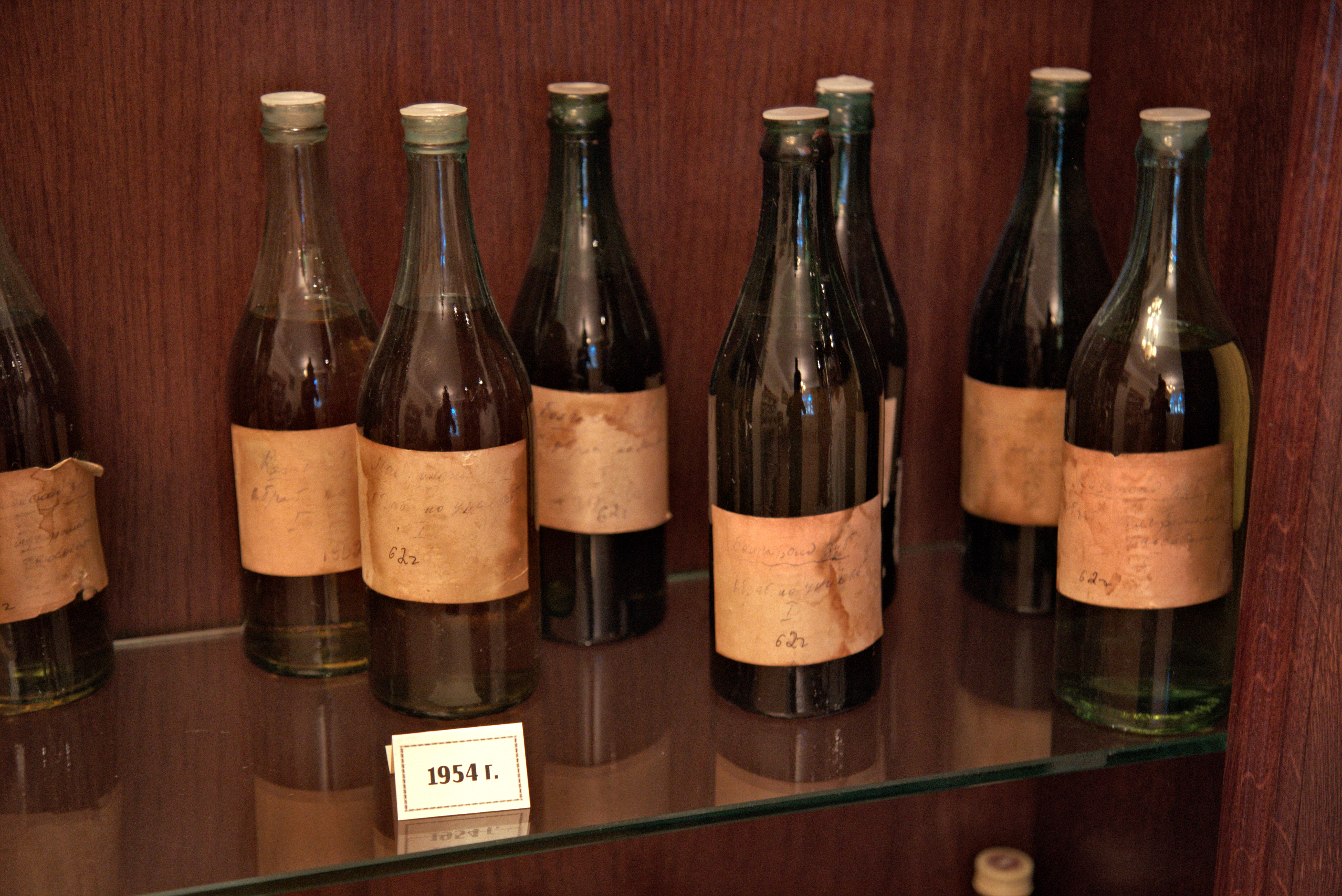
Cognac prodotto nel 1954 presente nel museo dell'azienda. Foto del 2018

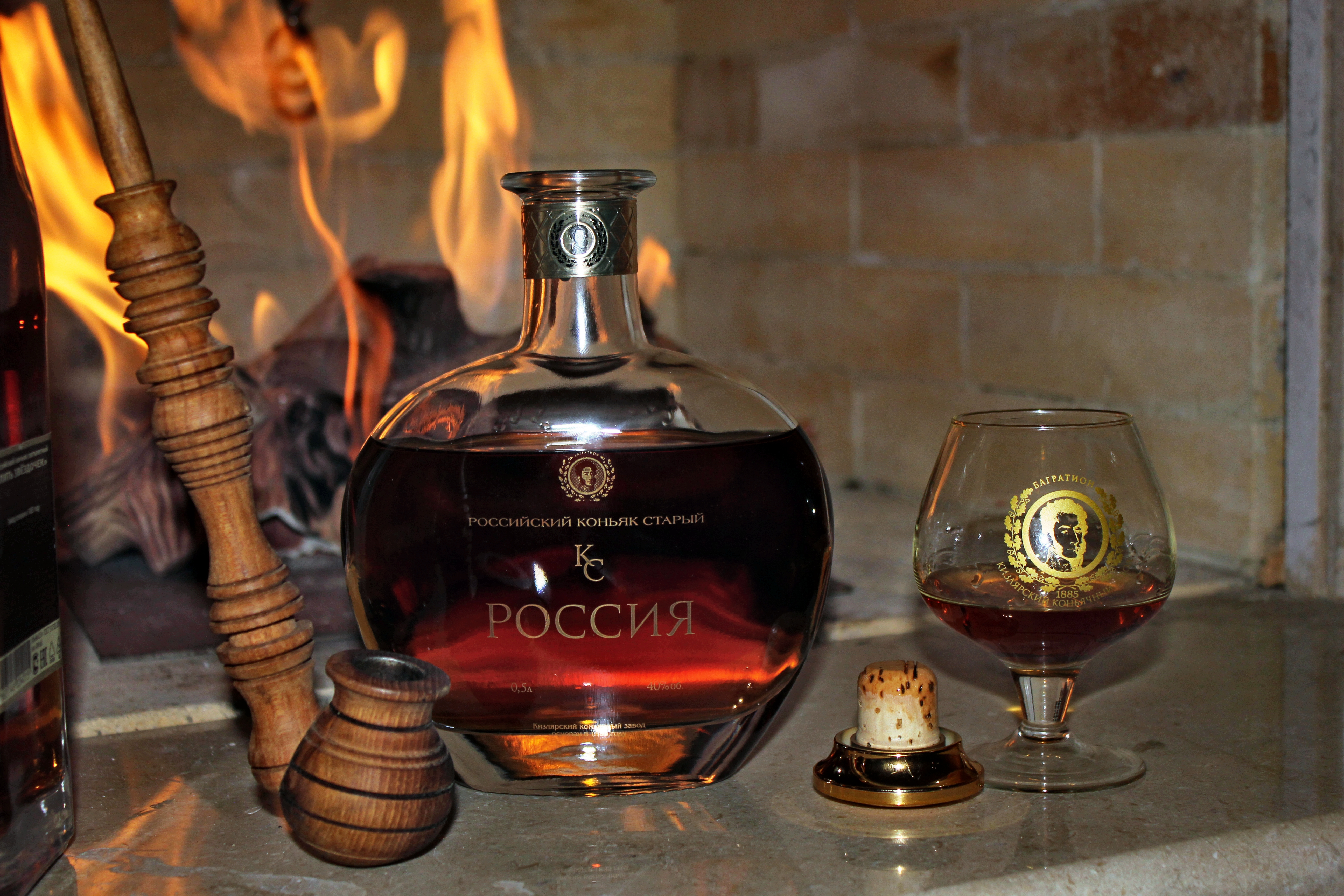
"Russia" (15 anni) - il cognac ufficiale del Cremlino

### URSS
Il restauro della fabbrica iniziò negli anni 1930. Poiché Kizlyar divenne zona prima linea durante la seconda guerra mondiale, le riserve delle cantine furono inviate in Armenia e Georgia. Nel 1947, la fabbrica fu riaperta. Alla fine degli anni 1940 iniziò la ricostruzione della fabbrica, che fu completata nel 1955. Nel 1955 fu messo in commercio il primo cognac vintage, della categoria KV con un invecchiamento di 6-7 anni, chiamato Lezginka. Più tardi, la bevanda divenne una delle più popolari nell'area post-sovietica.

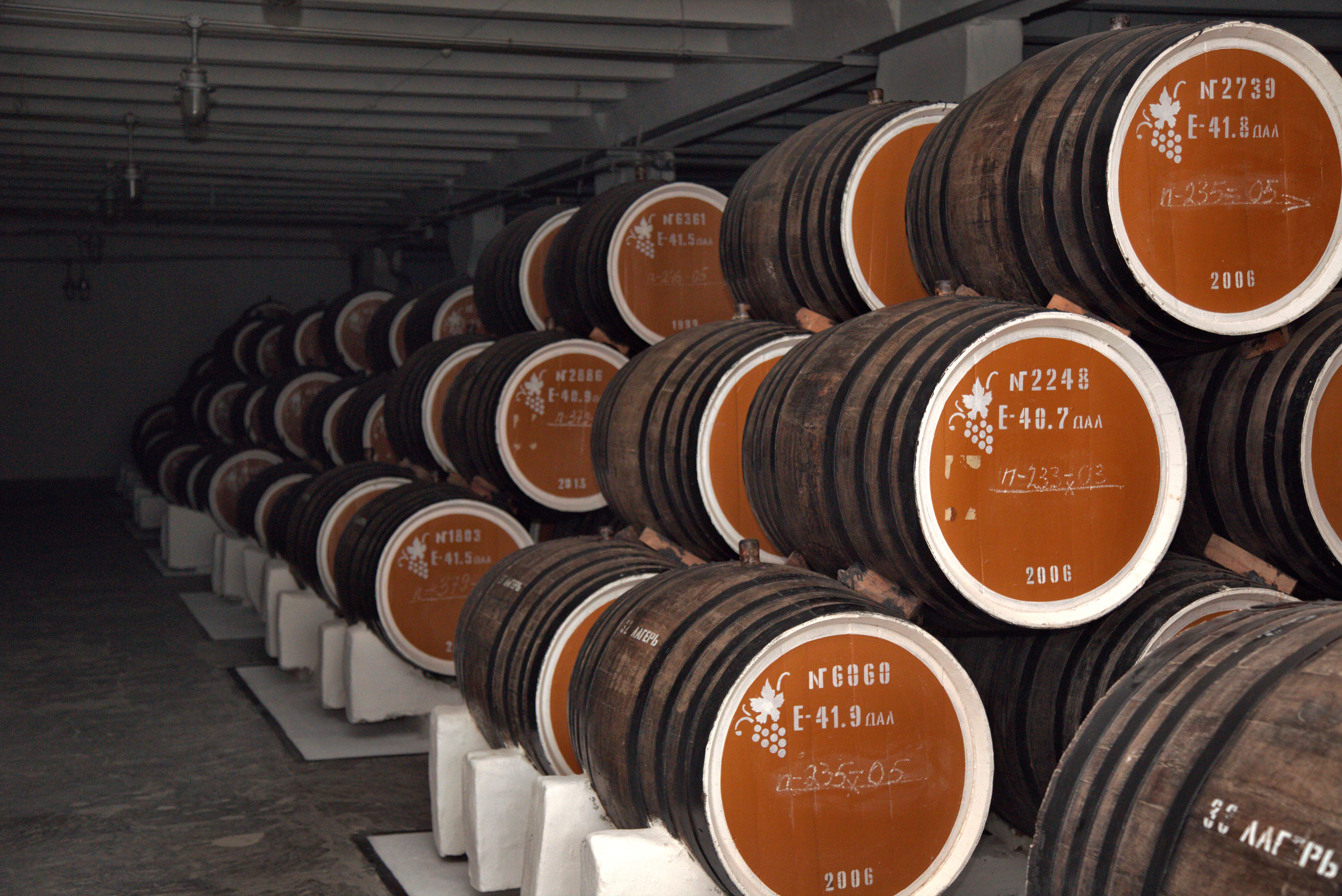
Cantina di invecchiamento del cognac

Nel 1957, a seguito dell'adesione di Kizlyar al Daghestan e del 40º anniversario dell'Unione Sovietica, fu messo in commercio il cognac "Daghestan" (13 anni di invecchiamento). Due anni dopo, venne prodotto il brandy "Kizlyar" (10 anni di invecchiamento).
Nel 1966 fu inaugurato un nuovo stabilimento in città.
In epoca sovietica, circa la metà dei superalcolici prodotti nello stabilimento veniva esportata, principalmente nei paesi dell'Europa occidentale.
Nel 1985, durante la campagna anti-alcol, la fabbrica smise di produrre alcol e passò temporaneamente alla produzione di succo d'uva.

### Russia
A causa della scarsità di materie prime per la produzione di alcolici, la società iniziò a comprare uva in Spagna o, negli anni buoni del raccolto, nei territori di Krasnodar e Stavropol. Nel 1998, l'impianto ricevette un certificato francese per la produzione dei suoi prodotti chiamati "brandy", sebbene, già in precedenza, esportasse le sue bevande come brandy.
Nel 1998, durante il conflitto ceceno-russo, Vladimir Grigoriants, il direttore della fabbrica, e sua moglie furono rapiti e detenuti in Cecenia per otto mesi.
Nel 2008, Yevgeny Druzhinin divenne direttore della fabbrica. Durante la sua guida, la società portò avanti la modernizzazione e aumentò i volumi di produzione, diventando il principale contributore del Daghestan. Sempre nel 2008, l'impianto ripristinò le forniture al Cremlino.
Il 28 agosto 2014, per ordine del Primo Ministro della Russia Dmitry Medvedev, la Kizlyar Brandy Factory è stata trasferita alla proprietà federale. Nell'estate del 2015, la direzione dello stabilimento avviò la creazione dell'Unione dei produttori di cognac, che comprendeva il KiN di Mosca Wine and Brandy Factory e Wine and Brandy Factory Alliance 1892.
Il 1º settembre, nel 2015, l'azienda è stata trasformata in una società per azioni.

## Alcuni fatti

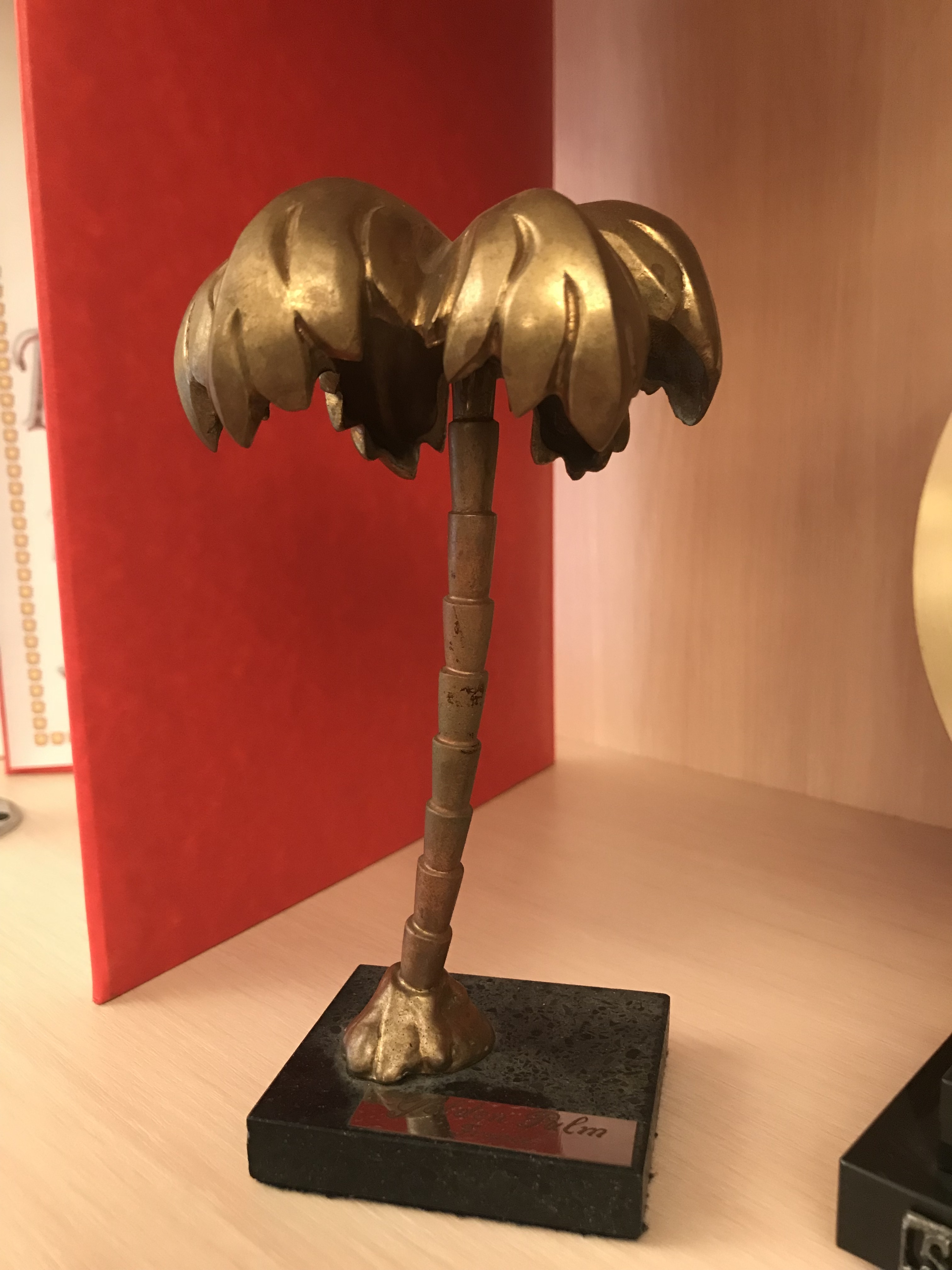
Golden Palm Prize (Francia)

- Questa è stata la prima fabbrica dell'Impero russo per la produzione di brandy e cognac[24].
- I prodotti della fabbrica hanno ricevuto più di 40 Grand Prix, il Golden Palm Prize (Francia), il Golden Galaxy Prize (USA), oltre 400 medaglie d'oro e d'argento[24].

## Fabbrica di bevande
L'azienda produce brandy, cognac a diversi gradi di invecchiamento e vodka d'uva "Kizlyarka". Al momento, l'impianto produce i seguenti marchi di cognac:
- Three Stars (3 anni)
- My Dagestan (4 anni)
- Five Stars (5 anni)
- Lezginka (6-7 anni)
- Elegant (8 anni)
- Kizlyar (10 anni)
- Dagestan (13 anni)
- Russia (15 anni)
- Kizlyarsky Festive (17 anni)
- Bagration (20 anni)
- Peter the Great (25 anni)
- Emperor of Russia (30 anni)
- Sarajev (35 anni)

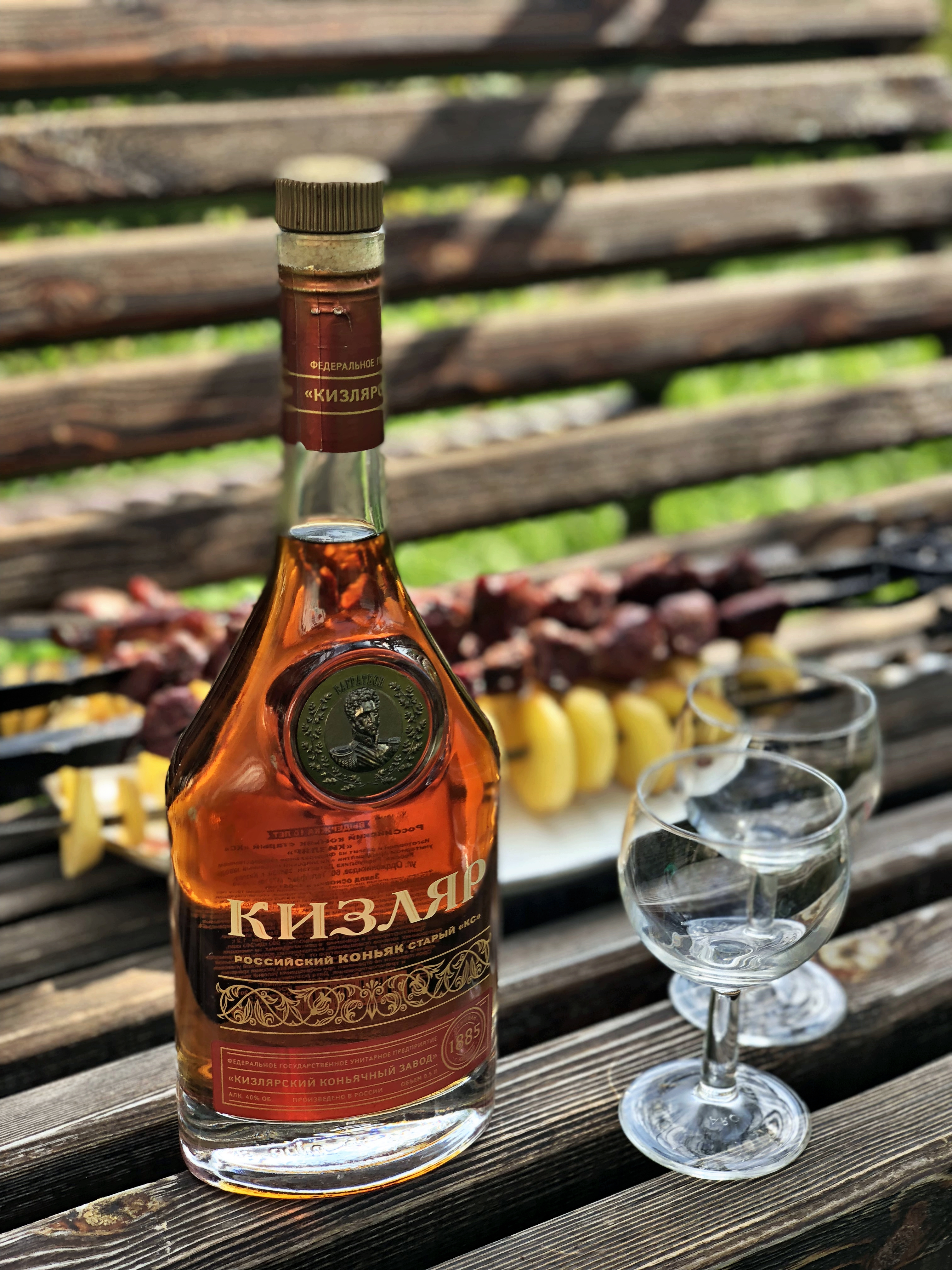
Cognac "Kizlyar"

La fabbrica produce anche diversi tipi di vodka alla frutta, conosciuta dal 1657 e chiamata "Kizlyarka".